# Jamie Yayi Mpie
Jamie Yayi Mpie (Tongeren, 22 mei 2001) is een Belgisch voetballer die sinds februari 2024 onder contract ligt bij Spartak Varna.

## Clubcarrière
Mpie, zoon van een Congolese vader en Griekse moeder, begon zijn jeugdcarrière bij KSK Jecora. Via KSK Tongeren belandde hij op zijn dertiende bij Oud-Heverlee Leuven, dat hem op hun beurt kwijtspeelde aan RSC Anderlecht. Na twee jaar bij Anderlecht verhuisde hij in 2017 naar de jeugdopleiding van UC Sampdoria, dat 600.000 euro neertelde voor de zestienjarige Mpie. Op 2 februari 2019 nam trainer Marco Giampaolo hem op in de wedstrijdselectie voor de competitiewedstrijd tegen SSC Napoli, maar uiteindelijk speelde Mpie nooit een officiële wedstrijd in het eerste elftal van Sampdoria. Hij liet er uiteindelijk zijn contract ontbinden.
Begin januari 2022 ondertekende Mpie een amateurcontract tot het einde van het seizoen bij Roda JC, waar hij al enkele maanden meetrainde. Op 14 januari 2022 liet trainer Jurgen Streppel hem op de 22e competitiespeeldag in de 86e minuut invallen voor Dylan Vente tegen Almere City. Een week later viel hij tegen ADO Den Haag in de 74e minuut in – opnieuw voor Vente – en legde hij elf minuten later de 5-0-eindscore vast.
Op 31 januari 2023 haalde Jong Genk, de beloftenploeg van de Belgische eersteklasser KRC Genk, Mpie na vijfeneenhalf jaar terug naar België. De aanvaller ondertekende een contract tot medio 2024, met optie op een extra seizoen, in de Cegeka Arena. Enkele dagen later, op 3 februari 2023, liet trainer Hans Somers hem meteen invallen in de competitiewedstrijd tegen SK Beveren. Een dikke week later kreeg hij in de voorlaatste wedstrijd van de reguliere competitie een basisplaats tegen Excelsior Virton (0-1-zege). In de play-downs kreeg Mpie een basisplaats in acht van de tien wedstrijden. Daarin was hij goed voor twee goals: op de openingsspeeldag opende hij de score in de 1-3-zege tegen KMSK Deinze, op de vierde speeldag wiste hij de openingsgoal van Ilombe Mboyo uit in het 1-1-gelijkspel tegen Excelsior Virton. Mpie leverde tijdens de play-downs ook twee assists af, waaronder in het tumultueuze duel tegen SL16 FC op de tweede speeldag.
In augustus 2023 trok Mpie opnieuw naar het buitenland: de 22-jarige Tongenaar verhuisde na een half seizoen bij Jong Genk naar de Spaanse vierdeklasser Orihuela CF. Onder trainer Óscar Sánchez Fuentes speelde hij zeven competitiewedstrijden in de Segunda Federación, waarvan wel slechts twee als basisspeler. Mpie mocht ook invallen in de bekerwedstrijden tegen derdeklasser Gimnàstic de Tarragona (waarin hij in de strafschoppenserie een strafschop omzette) en eersteklasser Girona FC. Eind december 2023 werd het contract van Mpie bij Orihuela in onderling overleg ontbonden.
Na een dikke maand zonder club tekende Mpie in februari 2024 bij de Bulgaarse tweedeklasser Spartak Varna.

## Clubstatistieken
| Seizoen         | Club            | Land               | Competitie         | Competitie | Competitie | Beker | Beker | Supercup | Supercup | Europees | Europees | Totaal | Totaal |
| Seizoen         | Club            | Land               | Competitie         | Wed.       | Dlp.       | Wed.  | Dlp.  | Wed.     | Dlp.     | Wed.     | Dlp.     | Wed.   | Dlp.   |
| --------------- | --------------- | ------------------ | ------------------ | ---------- | ---------- | ----- | ----- | -------- | -------- | -------- | -------- | ------ | ------ |
| 2021/22         | Roda JC         | Vlag van Nederland | Eerste divisie     | 18         | 1          | 0     | 0     | —        | —        | —        | —        | 18     | 1      |
| 2022/23         | Roda JC         | Vlag van Nederland | Eerste divisie     | 9          | 1          | 0     | 0     | —        | —        | —        | —        | 9      | 1      |
| 2022/23         | Jong Genk       | Vlag van België    | Eerste klasse B    | 10         | 2          | —     | —     | —        | —        | —        | —        | 10     | 2      |
| 2023/24         | Orihuela CF     | Vlag van Spanje    | Segunda Federación | 7          | 0          | 2     | 0     | —        | —        | —        | —        | 9      | 0      |
| 2023/24         | Spartak Varna   | Vlag van Bulgarije | Vtora Liga         | 1          | 0          | 1     | 0     | —        | —        | —        | —        | 2      | 0      |
| Carrière totaal | Carrière totaal | Carrière totaal    | Carrière totaal    | 45         | 4          | 3     | 0     | 0        | 0        | 0        | 0        | 48     | 4      |

Bijgewerkt op 28 februari 2024.

## Interlandcarrière
Mpie nam, samen met onder andere de latere Rode Duivels Jérémy Doku en Yari Verschaeren, in 2018 deel aan het Europees kampioenschap voetbal mannen onder 17 in Engeland met België –17. Hij scoorde zowel in de tweede groepswedstrijd tegen Bosnië en Herzegovina (0-4-winst) als in de kwartfinale tegen Spanje. België werd uiteindelijk in de halve finale uitgeschakeld door Italië.

## Privé
- Mpie is het neefje van Georges Panagiotopoulos.[2]